# Джон Ґолді
Джон Ґолді (1793? Ейршир – 1886) — шотландський ботанік, дослідник і птеридолог.
Як ботанік-дослідник, він подорожував Канадою, штатом Нью-Йорк та Росією, відкриваючи види, невідомі на той час. У 1844 році вони переїхали до Онтаріо, у маєток, який згодом став відомим як «Ґрінфілд», де родина спочатку заснувала тартак, а потім, у 1848 році, пшеничний млин.

## Ранні роки та освіта
Ґолді народився в Кіркосвальді в 1793 році, син Вільяма Ґолді та Джанет МакКлюр.  У підлітковому віці Ґолді пройшов навчання у садівника, а пізніше працевлаштувався в ботанічному саду у Ґлазґо, де здобув більшу частину своїх ботанічних знань.
Після вивчення мов в Університеті Ґлазґо, Ґолді вільно володів грецькою, французькою та івритом, хоча так і не вступив туди через фінансові труднощі. Під час перебування в Ґлазґо він познайомився з Джеймсом Смітом, відомим місцевим ботаніком і флористом, і почав проводити час у його будинку поблизу Мінішанта. У 1815 році, в день битви при Ватерлоо, Ґолді одружився з Марґарет, дочкою Сміта, від якої у нього було дев'ять дітей.

## Деякі публікації

### Книги
- 1819. Diary of a journey through Upper Canada and some of the New England states. 65 pp.

## Почесні звання
- Член Астрономічного товариства Онтаріо
- Його введено до Зали слави регіону Ватерлоо (Онтаріо)

### Епоніми
Рід птеридофітів
- Ґолдіана

Види
- (Товстолистові ) Echeveria goldiana  E.Walther[6]
- (Щитникові) Щитник золотистий (Driopteris goldiana subsp.celsa W.Palmer[7]

## Зовнішні посилання
- Біографія на стайті FBO